# ВИЧ/СПИД на Украине

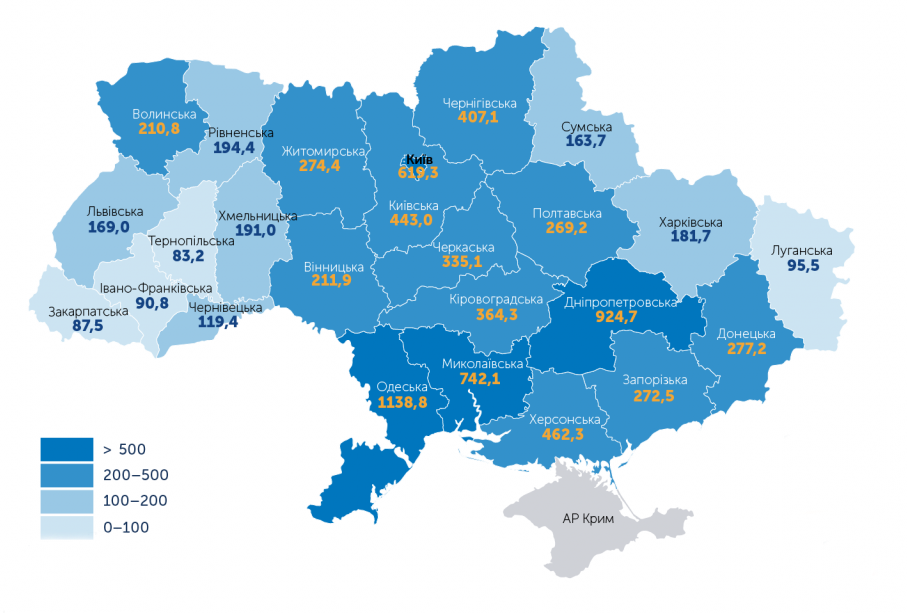
Эпидемическая ситуация с ВИЧ на Украине по состоянию на октябрь 2022
Данные в пересчёте на каждые 100 тыс. населения

Украина — одна из самых пострадавших от эпидемии ВИЧ/СПИДа стран вне Африки. Первый выявленный случай инфицирования вирусом иммунодефицита был выявлен на Украине в 1987 году. По оценкам ЮНЭЙДС на 2021 год, 260 тысяч украинцев живут с ВИЧ, из них 150 тыс. получали антиретровирусную терапию. В среднем ежедневно в Украине регистрировали 34 случая заболевания ВИЧ и 4 смерти, связанных со СПИДом.
Международные агентства и правозащитники оценивали ситуацию как критическую и связывали распространение вируса с недостаточными мерами информированию населения, стигматизацией и дискриминацией заражённых, а также скудным финансированием.
К началу 2000-х на Украине наблюдалась одна из самых быстрорастущих эпидемий СПИДа в мире. Благодаря усилиям правительства и при финансовой поддержке Глобального фонда ООН в Украине удалось развернуть программу антиретровирусной терапии, что несколько стабилизировало ситуацию. По данным Всемирного банка, в период с 2003 по 2021 год около 0,9% взрослых в возрасте от 15 до 49 лет были ВИЧ-положительными. Ещё в 2013 году Всемирный банк подтверждал, что степень поражения ВИЧ среди взрослых украинцев была самой высокой в Европе и Центральной Азии.
Из-за войны в Донбассе эпидемия ВИЧ ускорилась в восточных регионах, затронутых конфликтом. По разным оценкам, в 2014—2018 годах количество ВИЧ-инфицированных там увеличилось на 15—54 %. После  российского вторжения на Украину во всех регионах Украины начались перебои с поставкой лекарств и экспресс-тестов, было разрушено более 30 медицинских учреждений, предоставлявших помощь ВИЧ-инфицированным. Это привело к снижению охвата антиретровирусными препаратами ранее проходивших терапию и впервые выявленных инфицированных. Около 30 тысяч нуждающихся в лечении стали беженцами в странах Европы.

## История распространения

### 1990—2010 годы
Первый случай ВИЧ на Украине зарегистрировали в 1987 году в Одессе, когда вирус только начал распространяться в СССР. Последующие семь лет случаи заболевания оставались единичными, и массовые обследования выявили за этот период только 400 инфицированных, более половины из которых были иностранцами. Всемирная организация здравоохранения тогда называла вспышку на Украине маловероятной. Но дальнейшее ухудшение экономического положения в постсоветский период, перестройка системы здравоохранения и рост наркомании привели в 1995-м к всплеску заболевания среди потребителей инъекционных наркотиков, в основном в Николаеве и Одессе. Через два года ВИЧ-положительные наркоманы были отмечены уже во всех областях Украины. Среди всех зарегистрированных случаев наркозависимые составляли  84 %. Росту эпидемии способствовали ухудшение экономической ситуации, растущая безработица, табуированность проблемы, а также нежелание и неспособность политиков внедрять принятые на Западе практики. Основным каналом передачи стали заражённые иглы, которые наркоманы использовали по нескольку раз. Таким образом вирус распространялся в основном среди молодых людей в возрасте от 15 до 30 лет. Соотношение ВИЧ-позитивных мужчин и женщин на тот момент составляло четыре к одному.
Общее число заражённых к 2000 году выросло до 36,6 тысячи, более 7 тысяч из них были заключёнными. Аналитическая компания Stratfor предсказывала, что при сохранении темпов и отсутствии необходимых мер вспышка ВИЧ приведёт к коллапсу украинской экономики.
В 1995—2006 годах постепенно нарастала доля гетеросексуального канала распространения вируса, соответственно росла и доля инфицированных женщин — с 13 до 44 % от новых случаев. В особенной опасности находились работницы секс-индустрии — исследования выявили распространённость ВИЧ среди них от 8 % в Киеве до 25 % в Полтаве, Одессе, Луцке и Донецке. Параллельно наблюдался значительный рост передачи ВИЧ от матери к ребёнку: если на первом этапе эпидемии в 1987—1994 годах доля детей среди новых ВИЧ-инфицированных составляла 2,2 %, то в 2006 году она выросла до 17,6 %. К тому моменту общее количество людей с ВИЧ в стране достигло почти 100 тысяч, что делало её второй в Европейском регионе ВОЗ по числу новых случаев ВИЧ-инфекции после Российской Федерации. Наиболее пострадавшие регионы включали Донецкую, Днепропетровскую, Одесскую, Николаевскую области и Крым. В начале десятилетия в них проживало только около 30 % населения страны, но было зарегистрировано примерно 70 % всех ВИЧ-инфицированных. При этом украинское законодательство определяло людей как ВИЧ-положительных только в том случае, если информация о них была «персонифицирована». Таким образом, реальное число инфицированных могло быть почти в четыре раза выше.
В начале 2000-х годов почти половина новых случаев приходилась на возрастную группу 20-29 лет. При этом наибольшее число смертей от СПИДа среди мужчин фиксировали в возрасте 30-34 лет, среди женщин — в 25-29 лет. По оценкам Минздрава, на тот момент лечение одного больного СПИДом обходилось в $9 тыс. ежегодно, но власти на эти цели выделяли только не более $23 в год на каждого больного. В результате показатели смертности оставались высокими — только в 2003-м, по оценкам ЮНЭЙДС, от конечной стадии ВИЧ-инфекции умерло до 95 тыс. украинцев. Агентство ожидало, что дальнейшее нарастание проблемы вызовет значительную нагрузку на всю систему здравоохранения страны — до 20-50 % бюджета Минздрава через десятилетие. Для предотвращения этого в 2001-м власти представили новую национальную стратегию, а через год получили финансирование от Глобального фонда для борьбы со СПИДом, туберкулёзом и малярией.
Хотя в 2006—2009 годах заболеваемость снижалась на 16,8-5,7 % ежегодно, эпидемия оставалась одной из крупнейшей в Европе. В середине 2000-х показатель распространённости достигал 1 %. Ежедневно в стране заражалось не менее 48 человек, умирало от СПИДа — 8. В 2006 году на Украине фиксировали 21 % от всех новых случаев в Восточной Европе; ещё 66 % приходились на Россию и только 13 % — на другие страны. Опросы того периода показывали, что население не обладает необходимыми знаниями о путях заражения, что усугубляло ситуацию — только 0,7 % молодых респондентов могли отличить правильную информацию о ВИЧ/СПИДе от неверной.
Уже в 2008 году украинская вспышка ВИЧ охватывала, ориентировочно, 1,63 % всего взрослого населения. По оценкам ООН, на тот момент в стране насчитывалось 440 тыс. человек, живущих с ВИЧ. Но официально в Министерстве здравоохранения Украины было зарегистрировано только 140 тыс., что связано с разными подходами в оценке ситуации. Кроме того, многие инфицированные не знают о своём статусе, так как не проходили обследование. Большое число бездомных детей в стране, которое по оценкам ЮНЭЙДС достигло до 300 тыс., также осложняло точный анализ эпидемии и её профилактику. Определить число ВИЧ-положительных среди них было невозможно, но выборочные анализы фиксировал поражённость на уровне 18,5 %.
Отчёты европейского комитета связывали нарастание проблемы, в частности, с насилием со стороны полицейских — злоупотребления полномочиями отталкивали наиболее уязвимые группы населения от государственной помощи. Полиция также вмешивалась в профилактические программы по распространению шприцев, тогда как работники медслужб часто дискриминировали или стигматизировали ВИЧ-инфицированных пациентов, а правительство было неспособно обеспечить достаточное количество профилактических и информационных кампаний. Охват антиретровирусной терапией взрослых и детей с поздними стадиями ВИЧ-инфекции в 2006—2009 годах составлял только 27-48 %. Соответственно, ежегодная смертность от СПИДа оставалась высокой — за 2005—2011 годы она выросла на 71 %, достигнув 3,7 тысячи. Для сравнения, в странах Африки за этот же период показатель упал на 29 %.
Чтобы решить проблему недостаточного финансирования профилактических мер и АРТ-программ, правительство Украины в 2005—2010 годах в 10 раз увеличило объём бюджетных ассигнований в сфере ВИЧ. Это, в частности, позволило увеличить охват терапией беременных и снизить долю вертикальной передачи ВИЧ от матери ребёнку с 28 % в 2001-м до 4,7 %, которая всё равно оставалась самой высокой в Европейском регионе. Кроме того, Глобальный фонд ООН выделил 29,6 млн $ в 2007—2009 годах двум украинским некоммерческим организациям — Всеукраинской сети людей, живущих с ВИЧ/СПИДом и Международному Альянсу с ВИЧ/СПИД. За последующие семь лет фонд выделил 15 грантов на общую сумму 486,5 млн $.
Во второй половине 2000-х годов ЮНЭЙДС сообщал, что доля заражений при половом контакте впервые превысила заражения при употреблении инъекционных наркотиков (44 % против 36 % в 2009-м). По другим данным, потребители инъекционных наркотиков составляли около 60 % всех ВИЧ-инфицированных на Украине в 2009-м, и почти 50 % от новых случаев ВИЧ-инфекции в 2010 году. Таким образом, эпидемия ВИЧ продолжала концентрироваться в группах наибольшего риска — в среде потребителей инъекционных наркотиков и их половых партнёров. Как один из наиболее эффективных способов профилактики ВИЧ среди наркоманов ВОЗ рекомендует опиоидную терапию — зависимым предоставляют «заменяющий» наркотик, который уменьшает «ломку» и сокращает риск заражения от нестерильной иглы. Такую программу на Украине впервые ввели в 2008-м, но её внедрение протекало медленно. К концу 2014 года метадон или бупренорфин получали немногим более 8 тысяч человек, тогда как за 2009—2013 годы число наркозависимых выросло на 20 тыс. человек. Украинские власти внесли поправки в закон о СПИДе, гарантировав доступ к услугам по снижению вреда для людей, употребляющих инъекционные наркотики, а также конфиденциальность ВИЧ-статуса для инфицированных. В местах заключения, однако, возможность получения антиретровирусной терапии была ограничена, заместительная терапия полностью отсутствовала.

### 2010—2021 годы
К концу 2011 года украинские власти доложили о 170 тыс. случаях ВИЧ-инфекции в Европейское региональное бюро ВОЗ. Однако ЮНЭЙДС оценивал количество заражённых в 350—360 тысяч человек, из которых терапию получали только 26 тысяч. Наибольшее распространение эпидемии регистрировали в Днепропетровской, Донецкой, Николаевской, Одесской, Херсонской областях и в Крыму. В этих регионах 2010-м наблюдалось до 512 случаев на каждые 100 тыс. населения, против 220 в среднем по стране. Также опросы международных организаций показывали, что только 40 % молодых людей знали о путях заражения и способах защиты. Менее половины гомосексуалистов и более половины секс-работников имели в этот период доступ к профилактическим программам.
Когда в 2011—2012 годах количество новых случаев снизилось с 17,3 до 16,8 тыс., эпидемиологи связали улучшение именно с вложениями в антиретровирусное лечение и использования опиоидной заместительной терапии для внутривенных наркоманов. Кроме того, в этот период ЮНИСЕФ на Украине и ряд неправительственных организаций увеличили просветительскую работу, пользуясь общественным вниманием во время чемпионата Европы по футболу.
Тем не менее на 2012 год Украина продолжала занимать одну из лидирующих позиций по количеству ВИЧ-инфицированных среди европейских стран. По оценочным данным, на начало 2013 года в стране проживало 238 тыс. инфицированных в возрасте 15 лет и старше. Официально на учёте состояли 134,3 тыс. человек. Разница в  показателях показывала, что лишь каждый второй человек, живущий с ВИЧ, обратился за медицинской помощью. Опросы населения показывали, что менее половины населения знает о путях передачи и опасностях ВИЧ.
Принятая в 2014 году Общегосударственная целевая социальная программа предусматривала финансирование в размере 6 млрд гривен на 120 тысяч курсов терапии. Для сравнения в 2013-м и 2012-м их получили только 63 и 26 тысяч заражённых соответственно. На фоне расширения антиретровирусной терапии постепенно снижалось число смертей и новых заражений — по состоянию на 1 ноября 2014-го заболеваемость снизилась на 6,7 %, а смертность от СПИДа — на 7,9 % по сравнению с показателями 2013-го. Тем не менее ЮНЭЙДС отмечал недофинансирование здравоохранения — организация оценивала дефицит в $1 млрд, который был необходим для адекватного ответа на эпидемию ВИЧ/СПИДа в 2010—2015 годах.
Из-за начавшейся в 2014 году войны в Донбассе правительство было вынуждено сократить в 2015-м общие расходы на здравоохранение на 40 %, программы профилактики ВИЧ — на 42 %. Через год после сокращения число новых официально зарегистрированных случаев увеличилось почти на 8 %, а смертность от СПИДа — на 7 %. В 2017-м Глобальный фонд принял решение продлить свой грант для Украины до 2020 года, выделив дополнительно $120 млн. Правительство Украины также увеличило свой бюджет на закупку лекарств для пациентов с ВИЧ на $80 млн. В 2017-м взяло на себя обязательства «ЮНЭЙДС 90-90-90»: обеспечить к 2020-му, чтобы 90 % всех людей с ВИЧ знали о своём статусе, из них 90 % — проходили терапию и демонстрировали вирусную супрессию.
Минздрав сообщал о 220 тыс. официально зарегистрированных людей живущих с ВИЧ/СПИДом в 2017-м, что соответствовало распространённости 0,9-1%. Но показатель был значительно выше среди наркозависимых (22,5 %), среди активных гомосексуалов (7,5 %) и среди секс-работников (5,2 %). Самая большая заболеваемость наблюдалась в трёх регионах — Одесской области (823,8 случаев на 100 тыс. населения в 2019-м), Днепропетровской области (765,0) и Николаевской области (714,3).
В 2019 году в Украине прошли тестирование на ВИЧ более 3,3 млн человек. Количество получавших антиретровирусную терапию инфицированных составило 113 тыс. человек на контролируемой и 23 тыс. на неконтролируемой правительством территории. В период 2020—2022 годы Глобальный фонд выделил в виде грантов $135,7 млн для поддержки борьбы с ВИЧ и туберкулезом в стране. Однако обеспокоенность экспертов вызывала сильная устойчивость населения к препаратам по профилактике ВИЧ, которая на Украине была выше, чем в любой другой стране Европы, и составляла 34 %. Правительство также расширяло покрытие опиоидной терапией — лечение было внедрено в тюрьмах. В стране также фиксировали один из самых высоких в мире показателей заболеваемости туберкулезом, который является одной из наиболее вероятных причин смерти человека с ВИЧ. По данным ВОЗ, в Украине ежегодно регистрируется около 30 000 новых случаев заболевания.
Согласно данным ЮНЭЙДС на 2021 год, в стране насчитывалось до 260 тыс. инфицированных, из которых 150 тыс. получали лечение. Украина была единственной страной в Восточной Европе и Центральной Азии, где правительство финансировало базовый пакет услуг по профилактике ВИЧ среди ключевых групп населения. Однако по усреднённым оценкам ЮНЭЙДС, минимум 25 % людей, живущих с ВИЧ, не знали о своём статусе, 38 % — не получали ретровирусную терапию. К началу российского вторжения с ВИЧ жили примерно 260 тысяч украинцев.
Оценка ЮНЭЙДС общего числа ВИЧ-инфицированных в 1987—2021 годы

## Влияние российско-украинского конфликта
В 2014 году Россия аннексировала Крым, одновременно часть восточных областей перешла под контроль сепаратистов. Через год на неподконтрольных правительству районах Донецкой и Луганской областей проживало 14—16 тыс. взрослых и детей с ВИЧ, которые нуждались в регулярных поставках лекарств. Кабинет министров Украины прекратил финансирование государственных услуг и социальных выплат в этих регионах, и доставку медикаментов осуществляли независимые организации, такие как Детский фонд ООН и Глобальный фонд. По данным правозащитной организации Human Rights Watch, в 2015-м антиретровисную терапию получала примерно половина инфицированных в регионе — 7 тыс. человек. Данные об 11,2 тыс. ВИЧ-инфицированных в Крыму были в дальнейшем включены в российскую статистику и систему поставок лекарств. Программы заместительной терапии, которые нелегальны в РФ, были запрещены в регионе, из-за чего как минимум 80—100 человек из 805 ранее проходивших курс погибли от передозировок или покончили с собой (российская сторона отрицала эти цифры).
В 2016 году СМИ сообщали, что на востоке Украины заболеваемость ВИЧ росла в три раза быстрее, чем в остальных частях страны. На Донецкую и Луганскую область приходилось около 24 % всех зарегистрированных случаев заражения на Украине, среди которых примерно треть принадлежала к наркозависимым. При этом местные формирования запрещали работать большинству международных медицинских организаций, и часть инфицированных вынужденно мигрир овала в другие регионы страны. Некоторые программы Всеукраинской ассоциации общественного здравоохранения продолжали работать, но ситуация оставалась неблагоприятной. Так, медикаменты в Луганск приходилось доставлять через пропускные пункты в Донецкой области, оформляя таможенные документы, что замедляло работу медслужб. В диспансерах не хватало даже экспресс-тестов, из-за чего люди могли ждать результатов анализа до нескольких месяцев. Опиоидная терапия в областях была запрещена, и некоторые из наркозависимых вернулись к употреблению внутривенных препаратов.
В результате конфликта и отсутствия профилактики в затронутых войной областях количество ВИЧ-инфицированных людей выросло, по разным оценкам, на 15—54 % к 2018-му. СМИ характеризовали ситуацию в этих частях страны как полномасштабную эпидемию. К 2019-му было зарегистрировано уже более 23 тыс. нуждающихся в антиретровирусной терапии в Крыму (7,4 тыс.), Севастополе (1,6 тыс.), Донецкой (11,8 тыс.) и Луганской областях (2,2 тыс.). Благодаря поддержке со стороны Чрезвычайного плана президента США по борьбе со СПИДом и программам ЮНЭЙДС ВИЧ-инфицированные регионов получали доступ к антиретровирусной терапии. Но ещё ориентировочно 8 тыс. людей с вирусом были вынуждены мигрировать в западные регионы в 2014—2018 годах. Соответственно, вирусная нагрузка в западных и южных регионах возросла.
Вторжение 2022 года подорвало предшествующие усилия Украины по подавлению эпидемии. Уже через месяц после российского нападения сообщалось о перебоях с поставками лекарств, очередях и трудностях с оценками числа людей, получающих терапию. За первые полгода вторжения спрос на препараты для профилактики ВИЧ вырос на 300 %. Особенно негативная ситуация сложилась в наиболее пострадавших восточных регионах, где проживало около 100 тысяч инфицированных. Но в целом боевые действия в начале войны охватывали территорию, где пребывало около половины людей с ВИЧ в стране.
Кроме того, значительная часть украинцев была вынуждена бежать из страны или переселиться в другие регионы. По оценкам ЮНЭЙДС, минимум 30 тыс. ВИЧ-инфицированных покинули Украину только за 3 месяца с начала вторжения и нуждались в лечении. Чрезвычайный фонд ЮНЭЙДС позволил украинским партнёрам создать приюты для внутренне перемещённых лиц, включая людей, употребляющих наркотики, и другие ключевые группы населения. Кроме того, велись переговоры о возможности украинским беженцам продолжать опиоидную терапию в таких странах, как Молдова, Румыния и Польша. ЮНЭЙДС призывал международное сообщество выделить дополнительно $2,42 млн для помощи организациям, предоставляющим услуги украинским ВИЧ-инфицированным. В 2022—2023 годах Глобальный фонд утвердил экстренное финансирование в размере $25 млн, чтобы обеспечить профилактику, тестирование и лечение ВИЧ и туберкулёза на Украине.
Из-за разрушений или оккупации более 30 медицинских учреждений, предоставляющих услуги, связанные с ВИЧ, были вынуждены прекратить свою деятельность. Цепочки поставок медикаментов были нарушены. Например, Международному Альянсу по ВИЧ/СПИД на Украине за первые 10 месяцев войны удалось привлечь только 520 ВИЧ-позитивных клиентов для получения антиретровирусной терапии. Всего число людей с ВИЧ, начавших антиретровирусную терапию в январе—мае 2022 года, уменьшилось на 30 % по сравнению с тем же периодом 2021-го. Была прекращена опиоидная терапия минимум в 179 группах Херсонской, Луганской, Донецкой, Запорожской и Харьковской областей.
Активисты и инфекционисты опасались, что насилие со стороны оккупантов ещё больше усугубит эпидемию в условиях отсутствия доступа ВИЧ-инфицированных к лечению. За первые 10 месяцев 2022 года в стране было выявлено 998 новых случаев ВИЧ, у 205 человек диагностировали СПИД, 112 человек скончались. Кроме того, в октябре были выявлены 1346 новых случаев туберкулёза.